# Chrysostomus Zodel
Chrysostomus Zodel (* 10. Oktober 1920 in Kleinweiler-Hofen; † 2. September 1998 in Leutkirch im Allgäu) war ein deutscher Journalist.

## Werdegang
Zodel besuchte zunächst als Internatsschüler das der Erzabtei Sankt Ottilien angeschlossene Rhabanus-Maurus-Gymnasium St. Ottilien, ehe er als Soldat am Zweiten Weltkrieg teilnahm. Nach der Rückkehr aus britischer Kriegsgefangenschaft wurde er 1947 Journalist bei den Stuttgarter Nachrichten, von 1960 bis 1963 war er deren Chefredakteur.
Anschließend war er bis zu seiner Pensionierung 1988 Chefredakteur der damals in Leutkirch im Allgäu erscheinenden Schwäbischen Zeitung. Unter Zodels Leitung war die Schwäbische Zeitung eine angesehene Regionalzeitung konservativer Ausrichtung.

## Auszeichnungen
- 1969: Theodor-Wolff-Preis
- 1981: Bayerischer Verdienstorden
- 1988: Verdienstmedaille des Landes Baden-Württemberg[3]